# Meteuthria martensi
Meteuthria martensi is een slakkensoort uit de familie van de Buccinidae. De wetenschappelijke naam van de soort is voor het eerst geldig gepubliceerd in 1905 door Strebel.